# Jogos Islâmicos da Solidariedade de 2021
‌Os Jogos Islâmicos da Solidariedade de 2021 (em turco:  2021 İslami Dayanışma Oyunları) foram a 5ª edição do evento, realizado de 9 a 18 de agosto de 2022 em Konya, Turquia, sob a égide da Federação Islâmica de Esportes de Solidariedade (ISSF). Foi a primeira vez na história que o evento foi organizado pelo Comitê Olímpico Turco.
Anteriormente programado para acontecer de 20 a 29 de agosto de 2021, o evento foi adiado para ser realizado de 10 a 19 de setembro de 2021 em julho de 2020 pela ISSF porque as datas originais coincidiam com os Jogos Olímpicos de Verão de 2020, que foram adiados devido a pandemia de COVID-19. Em maio de 2021, a ISSF adiou o evento para agosto de 2022 citando a situação de pandemia de COVID-19 nos países participantes.

## Candidatura
Em 22/23 de dezembro de 2016, o Comitê Olímpico Turco apresentou sua candidatura para os Jogos Islâmicos da Solidariedade de 2021 durante uma Reunião de Coordenação com a Federação Islâmica de Esportes de Solidariedade realizada em Istambul, Turquia.
Em 13 de abril de 2017, Istambul foi premiada com o evento durante a 25ª reunião do Conselho Executivo da ISSF realizada em Baku, Azerbaijão. Em dezembro de 2019, a Turquia solicitou a mudança da cidade-sede de Istambul para Konya, o que foi posteriormente aprovado pela ISSF. O contrato da cidade-sede foi assinado em reunião no dia 19 de dezembro de 2019 em Ancara, na Turquia.

## Locais de competição
| Nome do Local                                      | Esportes                                                                                          |
| -------------------------------------------------- | ------------------------------------------------------------------------------------------------- |
| 19 May Sports Hall                                 | Taekwondo, Esgrima                                                                                |
| Campo de Futebol Cumhuriyet                        | Futebol                                                                                           |
| Centro de Congressos e Esportes de Karatay         | Voleibol, Basquetebol 3×3, Karatê                                                                 |
| Estádio Municipal Metropolitano de Konya           | Futebol, Cerimônias                                                                               |
| Piscina Olímpica de Konya                          | Natação, Paranatação                                                                              |
| Pista de Atletismo de Konya                        | Atletismo, Paratletismo                                                                           |
| Centro Desportivo da Universidade Técnica de Konya | Judô, Lutas                                                                                       |
| Velódromo de Konya                                 | Ginástica Artística, Ginástica Rítmica, Pista de Ciclismo                                         |
| Estádio 15 de Julho da Universidade de Selcuk      | Futebol                                                                                           |
| Pavilhão Desportivo do Município de Selcuklu       | Handebol, Kickboxing                                                                              |
| Complexo Esportivo de Saracoglu                    | Tiro, Tiro Paralímpico, Tiro com Arco, Tiro com Arco Paralímpico, Tiro com Arco Tradicional Turco |
| Centro de Feiras Internacionais TUYAP de Konya     | Tênis de Mesa, Tênis de Mesa Paralímpico, Halterofilismo, Bocha                                   |

## Esportes
Em outubro de 2019, o Comitê Organizador em cooperação com a Federação Islâmica de Esportes de Solidariedade (ISSF) anunciou 24 disciplinas de 21 esportes a serem disputadas nesta edição dos Jogos Islâmicos da Solidariedade. Alguns esportes também incluíam suas contrapartes paralímpicas como atletismo, judô, natação e halterofilismo. Em março de 2022, o programa final foi anunciado com 22 disciplinas de 19 esportes, incluindo 4 paradesportos. Em relação ao programa dos 5 anos anteriores, os organizadores optaram por retirar 6 modalidades: polo aquático, saltos ornamentais, hóquei sobre a grama, tênis, wushu e zurkhaneh. Em seu lugar, eles optam por adicionar tiro com arco, bocha, esgrima e kickboxing. Nos eventos paralímpicos, o halterofilismo paralímpico e o judô para cegos foram descartados e em seus lugares foram adicionados o tênis de mesa paralímpico e o tiro com arco paralímpico. Ao longo destas provas, no tiro com arco foram incluídas 4 provas extra com a disciplina de Tiro com Arco Tradicional Turco.
| Programa esportivo dos Jogos Islâmicos da Solidariedade de 2021 |
| --- |
| - Atletismo (43) () - Basquetebol 3x3 (2) () - Bocha (10) () - Caratê (14) () - Ciclismo (12) () - Ciclismo de estrada (4) - Ciclismo de pista (8) - Esgrima (12) () - Futebol (1) () - Ginástica () - Ginástica aeróbica (5) - Ginástica artística (14) - Ginástica rítmica (8) - Halterofilismo (60) () - Handebol (2) () - Judô (16) () - Kickboxing (31) () - Lutas (30) () - Natação (61) () - Taekwondo (16) () - Tênis de mesa (11) () - Tiro (6) () - Tiro com arco (25) () - Voleibol (2) () |

## Calendário
Os Jogos foram originalmente programados para acontecer de 20 a 29 de agosto de 2021 em Konya, Turquia. Em maio de 2020, a Federação Islâmica de Esportes de Solidariedade (ISSF), responsável pela direção e controle dos Jogos Islâmicos da Solidariedade, adiou os jogos, pois os Jogos Olímpicos de Verão de 2020 foram adiados para julho e agosto de 2021, devido a pandemia global de COVID-19.
| CA | Cerimônia de abertura | ● | Competições de eventos | 1 | Finais de eventos | CE | Cerimônia de encerramento |

| Agosto                      | 5 Sex | 6 Sáv | 7 Dom | 8 Seg | 9 Ter | 10 Qua | 11 Qui | 12 Sex | 13 Sáb | 14 Dom | 15 Seg | 16 Ter | 17 Qua | 18 Qui | Eventos        |
| --------------------------- | ----- | ----- | ----- | ----- | ----- | ------ | ------ | ------ | ------ | ------ | ------ | ------ | ------ | ------ | -------------- |
| Cerimônias                  |       |       |       |       | CA    |        |        |        |        |        |        |        |        | CE     |                |
| Atletismo                   |       |       |       | 6     | 8     | 8      | 11     | 9      |        |        |        |        |        |        | 43             |
| Basquetebol 3x3             |       |       |       |       |       |        |        |        | ●      | ●      | ●      | ●      | 2      |        | 2              |
| Bocha                       |       |       |       |       | ●     | ●      | ●      | 10     |        |        |        |        |        |        | 10             |
| Caratê                      |       |       |       |       |       |        |        |        |        |        |        |        | 7      | 7      | 14             |
| Ciclismo                    | 2     | 2     | 2     | 2     |       |        | 2      |        | 2      |        |        |        |        |        | 12             |
| Esgrima                     |       |       |       |       |       |        |        |        |        | 2      | 3      | 3      | 4      |        | 12             |
| Futebol                     |       |       |       | ●     |       | ●      |        | ●      |        | ●      |        | 1      |        |        | 1              |
| Ginástica                   |       |       |       |       | ●     | 2      | 6      |        | ●      | 8      |        |        | 2      | 4      | 27             |
| Halterofilismo              |       |       |       |       |       |        | 9      | 12     | 9      | 15     | 15     |        |        |        | 60             |
| Handebol                    |       |       | ●     | ●     | ●     | ●      | ●      | ●      | ●      | 2      |        |        |        |        | 2              |
| Judô                        |       |       |       |       |       |        |        |        |        |        | 7      | 7      | 2      |        | 16             |
| Kickboxing                  |       |       |       |       |       |        |        |        |        |        |        | 4      | 10     | 17     | 31             |
| Lutas                       |       |       |       |       |       | 7      | 8      | 8      | 7      |        |        |        |        |        | 30             |
| Natação                     |       |       | 5     | 4     | 4     | 4      | 4      |        | 7      | 8      | 8      | 9      | 8      |        | 61             |
| Taekwondo                   |       |       |       |       | 4     | 4      | 4      | 4      |        |        |        |        |        |        | 16             |
| Tênis de mesa               |       |       | ●     | 2     | ●     | ●      | 2      |        | ●      | 4      | 3      |        |        |        | 11             |
| Tiro                        |       |       |       |       | ●     | ●      | 2      | 1      | ●      | ●      | 2      | 1      |        |        | 6              |
| Tiro com arco               |       |       |       |       |       |        |        | 5      | 6      |        | 2      | 2      | 6      | 4      | 25             |
| Voleibol                    |       |       |       | ●     | ●     | ●      | ●      | ●      | ●      | ●      | 2      |        |        |        | 2              |
| Eventos diários de medalhas | 2     | 2     | 7     | 14    | 16    | 25     | 48     | 49     | 25     | 39     | 42     | 27     | 41     | 32     | 381            |
| Total cumulativo            | 2     | 4     | 11    | 25    | 41    | 66     | 114    | 163    | 188    | 227    | 269    | 296    | 337    |        | 381            |
| Agosto de 2022              | 5 Sex | 6 Sáv | 7 Dom | 8 Seg | 9 Ter | 10 Qua | 11 Qui | 12 Sex | 13 Sáb | 14 Dom | 15 Seg | 16 Ter | 17 Qua | 18 Qui | Eventos totais |

Fonte:

## Nações participantes
Era esperado que os 55 integrantes da Federação Islâmica de Esportes Solidários se apresentassem nos Jogos. Em maio de 2022, o Egito anunciou que não enviaria atletas. Em julho de 2022, o Iraque retirou-se da participação.
Abaixo está uma lista de todos os CONs participantes; o número de competidores por delegação é indicado entre parênteses.
| Comitês Nacionais Participantes |
| --- |
| - AFG Afeganistão (48) - ALB Albânia (16) - KSA Arábia Saudita (134) - ALG Argélia (127) - AZE Azerbaijão (275) - BHR Bahrein (49) - BAN Bangladesh (42) - BEN Benim (5) - BRU Brunei (10) - BUR Burquina Fasso (7) - CMR Camarões (139) - QAT Catar (125) - KAZ Cazaquistão (125) - CHA Chade (43) - COM Comores (9) - CIV Costa do Marfim (10) - DJI Djibuti (19) - UAE Emirados Árabes Unidos (57) - GAB Gabão (15) - GAM Gâmbia (25) - GUY Guiana (18) - GUI Guiné (15) - GBS Guiné-Bissau (10) - YEM Iêmen (25) - INA Indonésia (82) - IRI Irã (253) - JOR Jordânia (58) - KUW Kuwait (61) - LBN Líbano (34) - LBA Líbia (3) - MAS Malásia (56) - MDV Maldivas (36) - MLI Mali (17) - MAR Marrocos (185) - MTN Mauritânia (13) - MOZ Moçambique (11) - NIG Níger (11) - NGR Nigéria (12) - OMA Omã (30) - PLE Palestina (32) - PAK Paquistão (114) - KGZ Quirguistão (112) - SEN Senegal (128) - SLE Serra Leoa (23) - SYR Síria (1) - SOM Somália (4) - SUD Sudão (67) - SUR Suriname (12) - TJK Tajiquistão (61) - TOG Togo (9) - TUN Tunísia (20) - TKM Turcomenistão (103) - TUR Turquia (462) (anfitrião) - UGA Uganda (42) - UZB Uzbequistão (265) |

## Quadro de medalhas
*   país anfitrião ( Turquia (TUR))
| Pos.                | País                         | Ouro | Prata | Bronze | Total |
| ------------------- | ---------------------------- | ---- | ----- | ------ | ----- |
| 1                   | Turquia (TUR)                | 145  | 107   | 89     | 341   |
| 2                   | Uzbequistão (UZB)            | 51   | 42    | 65     | 158   |
| 3                   | Irã (IRI)                    | 39   | 44    | 50     | 133   |
| 4                   | Azerbaijão (AZE)             | 29   | 36    | 34     | 99    |
| 5                   | Cazaquistão (KAZ)            | 27   | 23    | 39     | 89    |
| 6                   | Marrocos (MAR)               | 15   | 13    | 34     | 62    |
| 7                   | Indonésia (INA)              | 13   | 14    | 29     | 56    |
| 8                   | Bahrein (BHR)                | 9    | 7     | 7      | 23    |
| 9                   | Quirguistão (KGZ)            | 8    | 8     | 15     | 31    |
| 10                  | Argélia (ALG)                | 7    | 12    | 23     | 42    |
| 11                  | Kuwait (KUW)                 | 5    | 9     | 2      | 16    |
| 12                  | Turcomenistão (TKM)          | 4    | 6     | 13     | 23    |
| 13                  | Catar (QAT)                  | 4    | 3     | 5      | 12    |
| 14                  | Emirados Árabes Unidos (UAE) | 3    | 2     | 5      | 10    |
| 15                  | Arábia Saudita (KSA)         | 2    | 12    | 10     | 24    |
| 16                  | Camarões (CMR)               | 2    | 6     | 5      | 13    |
| 17                  | Uganda (UGA)                 | 2    | 5     | 2      | 9     |
| 18                  | Jordânia (JOR)               | 2    | 4     | 6      | 12    |
| 19                  | Malásia (MAS)                | 2    | 1     | 4      | 7     |
| 20                  | Gâmbia (GAM)                 | 2    | 0     | 0      | 2     |
| 21                  | Nigéria (NGR)                | 1    | 3     | 1      | 5     |
| 22                  | Senegal (SEN)                | 1    | 1     | 5      | 7     |
| 23                  | Costa do Marfim (CIV)        | 1    | 1     | 3      | 5     |
| 24                  | Omã (OMN)                    | 1    | 1     | 2      | 4     |
| 25                  | Líbia (LBA)                  | 1    | 0     | 3      | 4     |
| 26                  | Burquina Fasso (BUR)         | 1    | 0     | 1      | 2     |
| 26                  | Níger (NIG)                  | 1    | 0     | 1      | 2     |
| 28                  | Paquistão (PAK)              | 1    | 0     | 0      | 1     |
| 29                  | Tajiquistão (TJK)            | 0    | 3     | 5      | 8     |
| 30                  | Sudão (SUD)                  | 0    | 2     | 1      | 3     |
| 31                  | Tunísia (TUN)                | 0    | 1     | 6      | 7     |
| 32                  | Líbano (LBN)                 | 0    | 1     | 3      | 4     |
| 33                  | Bangladesh (BAN)             | 0    | 1     | 2      | 3     |
| 33                  | Palestina (PLE)              | 0    | 1     | 2      | 3     |
| 35                  | Djibuti (DJI)                | 0    | 1     | 1      | 2     |
| 36                  | Albânia (ALB)                | 0    | 1     | 0      | 1     |
| 36                  | Guiné (GUI)                  | 0    | 1     | 0      | 1     |
| 36                  | Mali (MLI)                   | 0    | 1     | 0      | 1     |
| 36                  | Togo (TOG)                   | 0    | 1     | 0      | 1     |
| 40                  | Iêmen (YEM)                  | 0    | 0     | 2      | 2     |
| 41                  | Benim (BEN)                  | 0    | 0     | 1      | 1     |
| 41                  | Guiné-Bissau (GBS)           | 0    | 0     | 1      | 1     |
| 41                  | Maldivas (MDV)               | 0    | 0     | 1      | 1     |
| 41                  | Serra Leoa (SLE)             | 0    | 0     | 1      | 1     |
| Total (44 entradas) | Total (44 entradas)          | 379  | 374   | 479    | 1232  |